# Wereldkampioenschappen baanwielrennen 1948
De wereldkampioenschappen baanwielrennen 1948 werden van 23 tot en met 29 augustus 1948 gehouden in het Olympisch Stadion in het Nederlandse Amsterdam. Er stonden vijf onderdelen op het programma, drie voor beroepsrenners en twee voor amateurs. Het WK baanwielrennen was een combinatie met de WK wegwielrennen die in Valkenburg (Limburg) werden gehouden in 1948.

## Uitslagen

### Beroepsrenners
| Onderdeel     | Goud                  | Goud      | Zilver         | Zilver    | Brons               | Brons     |
| ------------- | --------------------- | --------- | -------------- | --------- | ------------------- | --------- |
| Sprint        | Arie van Vliet        | Nederland | Louis Gérardin | Frankrijk | Georges Senfftleben | Frankrijk |
| Achtervolging | Gerrit Schulte        | Nederland | Fausto Coppi   | Italië    | Antonio Bevilacqua  | Italië    |
| Stayeren      | Jean-Jacques Lamboley | Frankrijk | Elia Frosio    | Italië    | August Meuleman     | België    |

### Amateurs
| Onderdeel     | Goud          | Goud   | Zilver          | Zilver     | Brons           | Brons               |
| ------------- | ------------- | ------ | --------------- | ---------- | --------------- | ------------------- |
| Sprint        | Mario Ghella  | Italië | Axel Schandorff | Denemarken | Reginald Harris | Verenigd Koninkrijk |
| Achtervolging | Guido Messina | Italië | Jacques Dupont  | Frankrijk  | Charles Coste   | Frankrijk           |

### Medaillespiegel
| Plaats | Land                | Goud | Zilver | Brons | Totaal |
| 1      | Italië              | 2    | 2      | 1     | 5      |
| 2      | Nederland           | 2    | 0      | 0     | 2      |
| 3      | Frankrijk           | 1    | 2      | 2     | 5      |
| 4      | Denemarken          | 0    | 1      | 0     | 1      |
| 5      | België              | 0    | 0      | 1     | 1      |
| 5      | Verenigd Koninkrijk | 0    | 0      | 1     | 1      |
| Totaal | Totaal              | 5    | 5      | 5     | 15     |